# Segmentationstheorie
Segmentationstheorien befassen sich mit der Funktionsweise von Arbeitsmärkten. Der Begriff der Arbeitsmarktsegmentation stammt aus der amerikanischen Arbeitsmarktökonomik der 1950er Jahre. Aufgrund der induktiven Entstehungsart gibt es zahlreiche Theorieformen; gemeinsames Element ist die Annahme, dass der Arbeitsmarkt in verschiedene Teilarbeitsmärkte aufgespalten ist, die nach verschiedenen Prinzipien funktionieren und zwischen denen der Austausch von Arbeitskräften nur beschränkt stattfindet.

## Duale Arbeitsmärkte
Die Theorie der dualen Segmentation geht von zwei Typen von Arbeitsmärkten aus. Doeringer und Piore verfassten 1971 eine oft zitierte Arbeit zur Unterscheidung von internen und externen Arbeitsmärkten. Externe Arbeitsmärkte funktionieren gemäß der konventionellen ökonomischen Theorie, d. h. der Markt bestimmt sowohl die Allokation der Arbeit als auch die Löhne. Im Gegensatz dazu nehmen in den internen Arbeitsmärkten administrative Regeln und Prozeduren diese Funktion ein.
Doeringer und Piore teilen den Arbeitsmarkt auch in einer vertikalen Dimension, wobei die Beschäftigungsrisiken als Unterscheidungskriterium fungieren. Im primären Sektor profitieren die Arbeitnehmenden von hohen Löhnen, stabiler Beschäftigung und guten Karrierechancen. Im sekundären Sektor sind die Chancen vertikaler Mobilität im Job geringer und die Löhne tiefer.

## Dreiteilige Segmentation
Werner Sengenberger entwickelte für den deutschen Arbeitsmarkt eine Segmentationstheorie, die drei Typen von Arbeitsmärkten unterscheidet:
- unstrukturierte (Jedermanns-)Arbeitsmärkte
- berufsfachliche Teilarbeitsmärkte
- betriebsinterne Teilarbeitsmärkte

Der unstrukturierte Arbeitsmarkt funktioniert gemäß der neoklassischen Theorie. Zwischen Arbeitnehmer und Arbeitgeber besteht lediglich eine lose Bindung; Jobwechsel können beidseitig kostengünstig vollzogen werden. Die Arbeitnehmer im berufsfachlichen Arbeitsmarkt weisen formale Qualifikationen einer überbetrieblichen Institution auf. Es besteht eine Bindung zwischen einer spezifischen Gruppe von Arbeitnehmern und einer spezifischen Gruppe von Arbeitgebern. Die Arbeiter im betriebsinternen Arbeitsmarkt sind gegen außen geschützt, haben hohe Löhne und gute Aufstiegsperspektiven. Sie weisen eine hohe Loyalität gegenüber dem Arbeitgeber auf und kennen betriebsspezifische Abläufe.

## Kritik
Die eingeschränkte Mobilität zwischen den verschiedenen Teilarbeitsmärkten wird oft mithilfe der Humankapitaltheorie erklärt. Dadurch bleibt die Segmentationstheorie „in weiten Teilen in neoklassischen Denkstrukturen verhaftet, statt eine Gegenposition einzunehmen.“